# Hamrane
Die Hamrane (englisch Hamrane Heights) sind ein eisfreier Gebirgszug im ostantarktischen Königin-Maud-Land. In der Sverdrupfjella trennen sie das Skarsdalen vom Heibreen.
Erste Luftaufnahmen entstanden bei der Deutschen Antarktischen Expedition (1938–1939). Norwegische Kartografen kartierten sie anhand geodätischer Vermessungen und mittels Luftaufnahmen der Norwegisch-Britisch-Schwedischen Antarktisexpedition (NBSAE, 1949–1952) und Luftaufnahmen der Dritten Norwegischen Antarktisexpedition (1956–1960). Ihr deskriptiver norwegischer Name bedeutet so viel wie „Felsenklippen“.